# Pupinův palác
Pupinův palác (srbsky Пупинова палата/Pupinova palata) je název pro polyfunkční komplex budov, který se nachází ve městě Novi Sad v Srbsku. Svůj název má podle ulice Mihajla Pupina), jedné z hlavních tříd ve městě. Investorem objektu byla společnost Galens.

## Historie
Moderní komplex vznikl na rohu ulic Mihajla Pupina a Narodnih Heroja, kde byla dosavadní modernistická zástavba z 60. let nedokončená a kde se nacházel volný pozemek pro vznik nových bytů a kanceláří. Objekt s výškou blížící se nedaleké budově hlavní pošty byl postaven v druhé polovině druhé dekády 21. století; projektován byl v letech 2015 až 2016 v architektonickém studiu Ivana Brakočeviće.
Vznik objektu nicméně neušel protestům veřejnosti, vzhledem k tomu, že moderní budovy měly vzniknout přímo v centru města a měla jim ustoupit budova bývalé komunální banky (z té bylo nakonec zachováno průčelí a zakomponováno do nového objektu). Dvanáctipatrová věž je dominantním prvkem stavby; v komplexu se nachází 170 bytů, zbytek prostor je určen pro komerční účely.
Komplex byl dokončen v roce 2019.
Po dokončení stavby byl upraven veřejný prostor v jeho blízkosti; navrácen původní památek rodiny Čenazi a naznačen půdorys arménského kostela, který zde v minulosti stál. Rovněž vznikl nový památník obětem leteckého neštěstí, kdy tehdejší jugoslávští humanitární pracovníci během zemětřesení v Arménii v roce 1988 zahynuli při pádu letadla. 